# پاسکا (آلمان)
پاسکا (به آلمانی: Paska) یک شهر در آلمان است که در Ranis-Ziegenrück واقع شده‌است. پاسکا ۱۲۶ نفر جمعیت دارد.